# اچ‌ام‌اس لندن (۶۹)
اچ‌ام‌اس لندن (۶۹) (به انگلیسی: HMS London (69)) یک کشتی بود که طول آن ۶۳۳ فوت (۱۹۳ متر) بود. این کشتی در سال ۱۹۲۷ ساخته شد.